# 山本ヤマト
山本 ヤマト（やまもと ヤマト、1983年3月1日 - ）は、日本のイラストレーター、漫画家。茨城県出身。
主にライトノベル系小説や雑誌のイラスト・挿絵を手掛けるほか、自身のウェブサイトでオリジナルイラストを多数公開している。また、イラストを担当した小説『紅』のコミカライズ作品『紅 kure-nai』を『ジャンプスクエア』に連載していた。

## 主な作品

### 漫画作品
- Rail（『robot』6 - 9連載、未完、再開未定）
- 紅 kure-nai（原作：片山憲太郎、コンテ構成：降矢大輔、『赤マルジャンプ』2007SUMMER読切掲載・『ジャンプスクエア』2007年12月号 - 2012年7月号連載、全10巻）
- 星追（『季刊GELATIN』2009なつ、読切掲載）
- グラス☆マジック（原作：子安秀明、『ジャンプSQ.19』2010年春号（創刊号）、読切掲載）
- デュカタンの娘（原作：久正人、『ジャンプSQ.19』2010年夏号、読切掲載）
- 終わりのセラフ（原作：鏡貴也、コンテ構成：降矢大輔、『ジャンプスクエア』2012年10月号 - 連載中、既刊34巻）

### 小説のイラスト・挿絵
- 鞍馬天狗草紙シリーズ（成田良美著、富士見ファンタジア文庫）
- 9S〈ナインエス〉シリーズ（葉山透著、電撃文庫）
- アルティメット・ファクターシリーズ（椎葉周著、角川スニーカー文庫）
- 電波的な彼女（片山憲太郎著、スーパーダッシュ文庫）
- 紅（片山憲太郎著、スーパーダッシュ文庫）
- アシャワンの乙女たち（牧野修著、ソノラマ文庫）
- 傀儡后（牧野修著、ハヤカワ文庫）
- 楽園の知恵―あるいはヒステリーの歴史（牧野修著、ハヤカワ文庫）
- スコーピオン（諸口正巳著、ZIGZAG NOVELS）
- アンタレス（諸口正巳著、ZIGZAG NOVELS）
- フェイスレス（諸口正巳著、ZIGZAG NOVELS）
- ウェイズ事件簿（神代創著、ゼータ文庫）
- 煌夜祭（多崎礼著、C★NOVELSファンタジア）
- 本の姫は謳う（多崎礼著、C★NOVELSファンタジア）
- 優しい煉獄（森岡浩之著、徳間デュアル文庫）
- 神曲奏界ポリフォニカぱれっと（浅井ラボ、あざの耕平、神野オキナ、三田誠著、GA文庫）
- ストーム・ブリング・ワールドシリーズ（冲方丁著、MF文庫ダ・ヴィンチ）
- 狂い咲く薔薇を君に〜牧場智久の雑役〜（竹本健治著、カッパ・ノベルス）
- せつないいきもの〜牧場智久の雑役〜（竹本健治著、カッパ・ノベルス）
- 終わりのセラフ 一ノ瀬グレン、16歳の破滅（鏡貴也著、講談社ラノベ文庫）
- 終わりのセラフ吸血鬼ミカエラの物語（鏡貴也著、ジャンプ ジェイ ブックス）
- 電波的な彼女 新装版（片山憲太郎著、ダッシュエックス文庫）

### その他
- ディメンション・ゼロ（ブロッコリー） - カードイラスト参加
- Sudeki 〜千年の暁の物語〜（マイクロソフト） - パッケージイラスト
- デュオローグ（日本一ソフトウェア） - キャラクターデザイン、メインイラスト
- 探偵パンチ!!（チュンソフト） - キャラクターデザイン
- 方言恋愛 -The Dialect Love-（studioぴえろ×ムービック） - ドラマCDジャケットイラスト
- シャイニング・フォース イクサ アンソロジーコミック（原作：セガ、共著、BROS.COMICS EX）- 表紙イラスト
- アルテイル（デックスエンタテインメント） - オンラインカードイラスト

### 画集
- AURORA GEM（集英社）